# 1982년~1983년 엘니뇨 사건

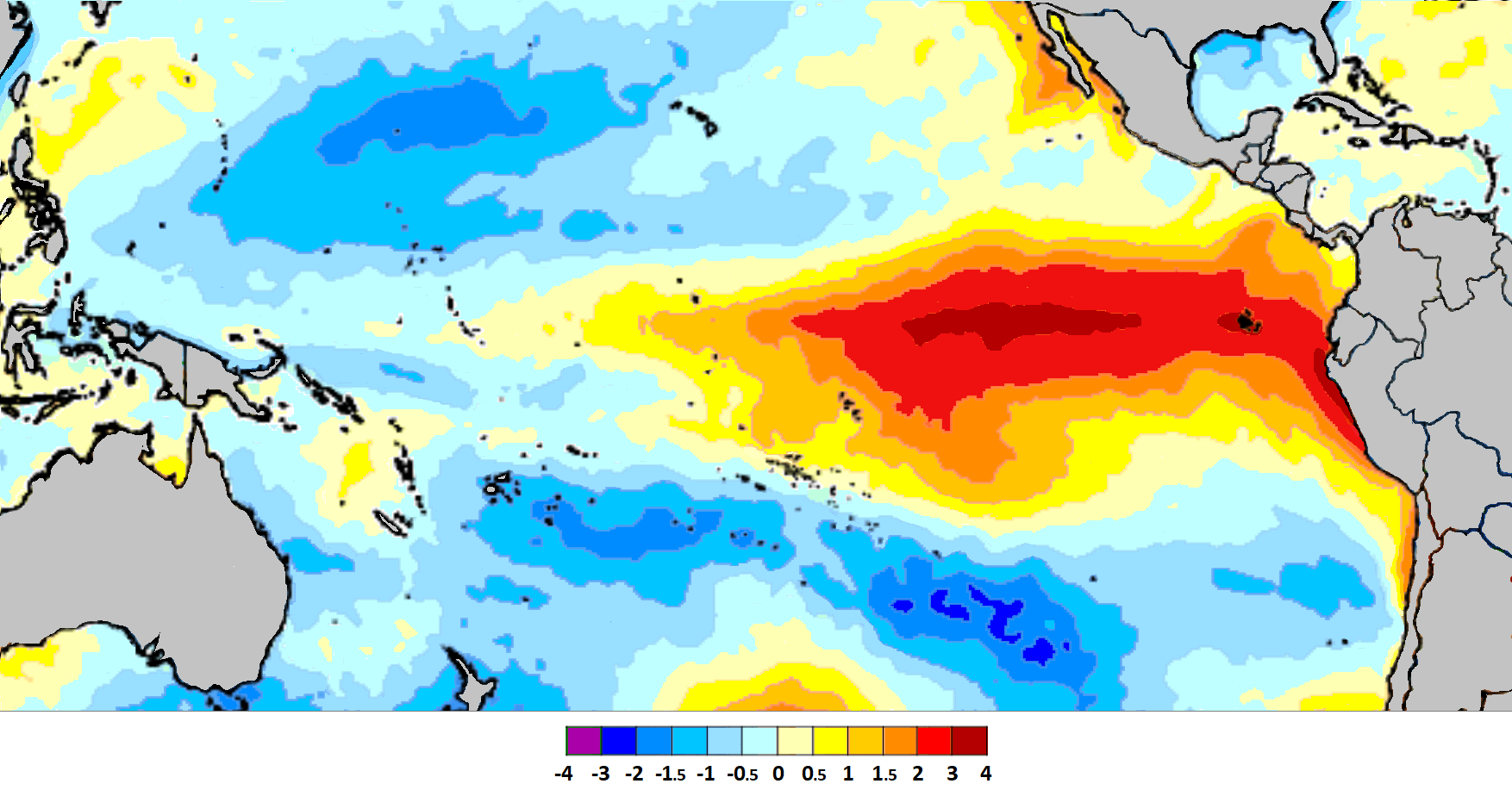
1982년에서 1983년으로 넘어가는 겨울의 태평양 수온 지도로, 당시 해수면 온도가 높았음을 나타내고 있다.

1982년~1983년 엘니뇨(1982–1983 El Niño)는 역사상 가장 강력한 엘니뇨 남방진동 사건 중 하나로, 인도네시아와 오스트레일리아에서는 대규모 가뭄, 미국 남부에서는 대규모 홍수가 발생하였으며, 북아메리카와 유라시아의 중위도 지역 전반에서 겨울의 평균 기온이 상승하였다. 전 세계적 경제 피해는 약 80억 달러로 추산된다. 엘니뇨로 인해 동태평양의 허리케인 발생 수가 증가하였으며, 1983년에 발생한 허리케인 이와는 하와이를 강타한 가장 피해가 컸던 허리케인이었다.

## 기상학적 진행 과정
1982년 엘니뇨의 징후 자체는 1982년 초 태평양 남동부의 기압이 급감하는 등 이미 나타나고 있었지만, 당시 멕시코 엘치촌산 분화가 진행되고 있었고, 대중 사이에 엘니뇨 현상도 잘 알려지지 않았었기 때문에, 1983년 초까지 과학계에서 엘니뇨의 발생을 감지하지 못하였다. 하지만 시간이 지날수록 무역풍이 반대로 뒤집히거나 엘니뇨 남방진동과 연관된 대기 변화가 일어나는 등, 20세기 최대의 엘니뇨가 다가오고 있다는 예측이 주를 이루었다.

## 열대 저기압 활동에 준 영향
엘니뇨로 인해 1982년 북대서양 허리케인과 1983년 북대서양 허리케인 모두 허리케인의 수와 세기 모두 감소하였다. 이 시기 가장 강한 허리케인은 텍사스주에 상륙했던 허리케인 알리시아로, 3등급 허리케인밖에 되지 않았다. 허리케인 발생 건수는 두 해를 합쳐야 간신히 평년 수준이 되었다. 1982년에 4등급 허리케인인 허리케인 데비가 발생하긴 하였지만, 육지에 도달하지 않았다.
대서양과 반대로, 1982년 북태평양 허리케인과 1983년 북태평양 허리케인은 비정상적으로 활동적이었다. 1982년은 2023년 기준 4번째로 허리케인 활동이 활발하였으며, 1983년은 당시 가장 활발한 허리케인 발생 기간이라는 기록을 세웠지만, 이후 2015년에 기록을 넘겨주게 된다.
활동이 감소할 것이라는 예상에 반해, 1982년 태풍과 1983년 태풍 모두 엘니뇨의 영향을 받지 않았다.

## 영향
엘니뇨로 인해 갈라파고스 제도 근처에 있던 물의 온도가 바뀌며, 바닷말 다수가 죽어 먹이 사슬이 붕괴하였다. 한류에 사는 조류인 Desmarestia tropica는. 1972년부터 관찰되지 않고 있긴 하였지만, 엘니뇨로 인해 완전히 멸종한 것으로 받아들여지고 있다 동물 Azurina eupalama와 Heliaster solaris는 엘니뇨 후로 관찰되지 않고 있다. 먹이사슬 위쪽에서는, 갈라파고스펭귄의 개체 수는 77%, 갈라파고스가마우지의 개체 수는 49% 감소하였다.
에콰도르에서는 폭우와 홍수로 인해 물고기와 새우 어획량이 증가하였으나, 동시에 모기의 개체 수도 증가해 말라리아가 대유행하였다. 홍수로 인한 에콰도르의 경제적 피해는 4억 달러로 추산된다.
하와이 제도에서는 남쪽에 따듯한 물이 모이며 11월에 허리케인 이와가 발생하여, 하와이에 상륙한 허리케인 중 6번째로 강력했으며, 총 재산 피해는 3억 1200만 달러에 달하고, 이재민도 500명 이상 발생해, 가장 피해가 컸던 허리케인으로 남았다. 마지막 암컷 카우아이오오는 이 폭풍으로 인해 사라졌으며, 짝이었던 수컷은 홀로 노래하다 1987년 죽은 것으로 추정된다. 이로 인해 카우아이오오는 멸종하였다.
인도네시아와 오스트레일리아에서는 대류가 멈춰 뇌우가 발생하지 않아, 역대 최악의 가뭄이 발생하였다. 가축과 작물 손실 금액은 1억 달러 이상으로 추산된다.
북아메리카와 유라시아의 평균 기온은 평소에 비해 높았으며, 미국 동부는 25년 만에 가장 따듯한 겨울을 맞이하였다. 이 외에 모기의 발생 소량 증가, 알래스카와 캐나다 해안에서의 연어 어획량 감소, 미국 서해안에서의 상어 공격 증가도 엘니뇨가 일부 영향을 끼친 것으로 보고 있다. 세계 곳곳에서는 최고 기온 기록이 깨졌다.

## 같이 보기
- 엘니뇨
- 1982년 태풍
- 1983년 태풍